# سمير يوسف
سمير محمود يوسف حسانين محافظ أسوان ومطروح السابق من مواليد 1942, تخرج في الكلية الحربية عام 64, ثم تدرج في المناصب, حيث عين قائدا لوحدات الصاعقة, وقوات حرس الحدود, ثم مساعدا لوزير الدفاع كما أنه كان ضمن فريق الضباط الثاني والذي نفذ عملية ميناء إيلات الإسرائيلى. وعين بعد ذلك محافظا لمطروح عام 1999, ثم محافظاً لأسوان في 2001, حتي أبريل 2008. 
كما شارك في جميع الحروب العسكرية, ومنها اليمن والاستنزاف وأكتوبر1973, وحصل علي العديد من الأنواط العسكرية. وهو من أبناء مركز الغنايم بمحافظة أسيوط ومقيم بحى مدينة نصر بالقاهرة.. وتوفي في يناير 2009 إثر حادث على طريق الإسكندرية الصحراوي.

## الدراسة
- تخرج في العام 1964 من الكلية الحربية
- دورة أركان حرب بأكاديمية ناصر
- دورة كلية الحرب العليا بأكاديمية ناصر

## وظائف سابقة
- شارك في حرب اليمن 1961.
- شارك في حرب 67 1967.
- شارك في حرب الاستنزاف 1967.
- شارك في حرب أكتوبر 1973.
- قائد قوات الصاعقة 1988.
- قائد قوات حرس الحدود.
- مساعد وزير الدفاع.
- محافظ مطروح.
- محافظ أسوان.

## وفاته
توفي مساء السبت 10 يناير 2009 إثر حادث تصادم على طريق الإسكندرية الصحراوي مكث على إثره نحو اسبوعين بالمستشفى إلا انه فارق الحياة متأثرا بجراحه.